# 謎の飛行船

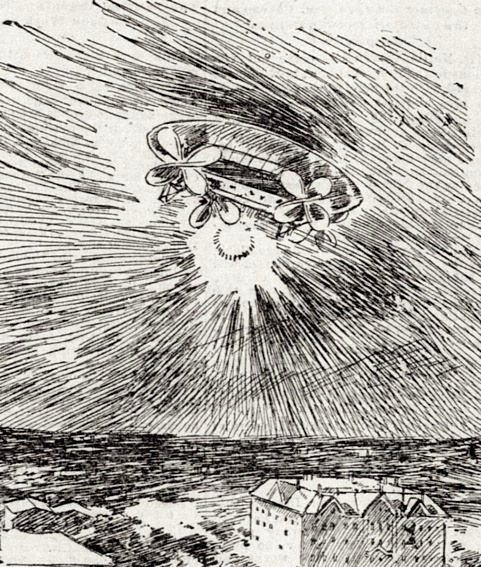
1896年、サンフランシスコ近隣で目撃された謎の「飛行船」

謎の飛行船（なぞのひこうせん、Mystery airship）とは1896年から1897年にかけてアメリカ合衆国の広い範囲で目撃された不思議な飛行物体。「ゴースト・エアシップ」、「幽霊宇宙船」と訳される。別名「ミステリー・エアシップ」「ファントム・エアシップ」 。多くの場合、その形状は飛行船というよりは光点であった。地球外生命に操縦されたUFOもしくは空飛ぶ円盤以前の謎の飛行物体の目撃事例である。
一部では火星人の乗り物ではないかとの説も見られた 一方で、歴史に知られていない何者かが実用的な飛行船を開発しており、アメリカ上空で試験飛行を繰り返していたのではないかという説もある。
1896年当時、飛行船そのものは存在していたものの、推進力を得るための動力源は脆弱で自由に動くことのできる実用的な飛行船は製作されていなかった。1896年 - 1897年の報告以前にも、いくつかの実用的な飛行船が製造され、試験飛行が行われていた。例えば、ソロモン・アンドリュースは1863年にニュージャージー州で気嚢の傾きを変えて無動力でヨットのように操縦する気球の試験飛行に成功し、フレデリック・マリオットは1869年にカリフォルニア州でアウイトルと名付けられた機械を自力飛行させた。しかし、当時建造されていた飛行船と比較すると幽霊飛行船の目撃数は異常に多い。当時の新聞は"娯楽記事"の要素も大きく、悪ノリした記事を載せることもあった。

## 背景

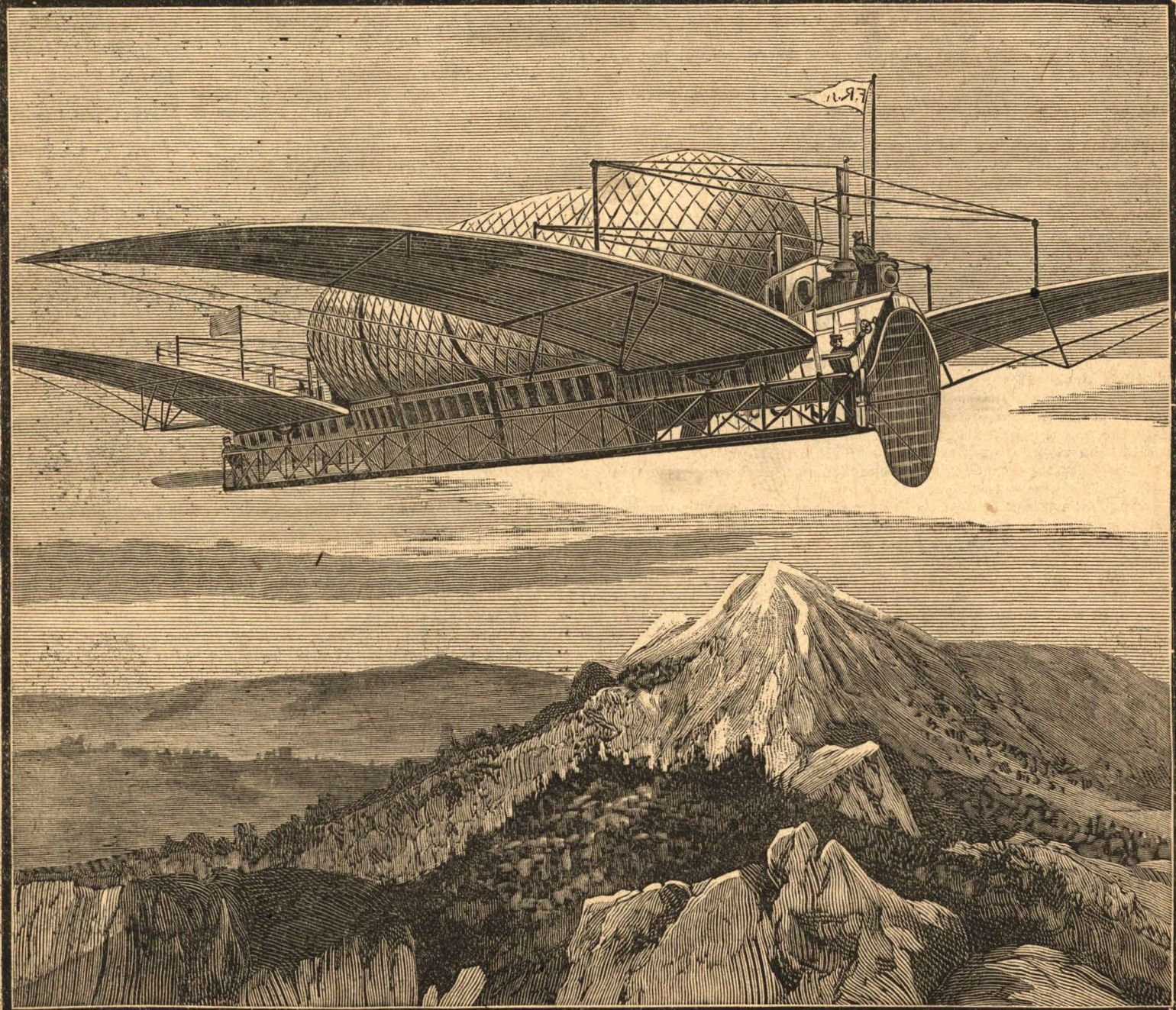
「フランク・リード・ライブラリー」第 15 号の『フランク・リード・ジュニアの空飛ぶ電気カヌー ダイアモンドの谷への探検 ブラジルへのスリルあふれる冒険旅行』では，カヌー型の飛行船でアマゾンへの探検が試みられている

1891年から1898年にかけて191 冊にも及ぶシリーズのかたちで出版された最初のサイエンス・フィクションとされている『フランク・リード・ライブラリー』は、おもには、 のちに「アメリカのジュール・ヴェルヌ」 と呼ばれるルイ・P・セナレンズが書いたもので、その内容はフランク・リードやフランク・リード・ジュニアなる「史上最高の発明家」が，自ら作りだした「スティームマン（蒸気機関人間）」や「電気飛行船」など現実社会ではあり得ないような「すばらしい発明品」を駆使して，アメリカ西部や世界各国へ「スリルに満ちた、驚くべき、類のない冒険旅行」にでかけていくという一つのパターンを示している。ジュール・ヴェルヌは『征服者ロビュール』で、電気を動力源として世界中を騒がせながら飛び続ける空の怪物としてのアルバトロス号を創り出している。 

### 前兆
1868年、チリのコピアポで「ライトを搭載し、騒々しくモーター音を立てて推進される構造物」または「燃える石炭のように輝く目を目を大きく見開き、胴体を覆う鮮やかな鱗から金属音を立てる巨大な鳥」が目撃され、同年7月の『The Zoologist』でチャールズ・フォートに引用された。チャールズ・フォートは著書『Lo!』でこの報告を取り上げ、1873年7月6日の『ニューヨーク・タイムズ』に報告されたテキサス州ボンハムやカンザス州フォートスコットで浮遊する巨大な蛇の目撃など、19世紀と20世紀のさまざまな空中現象の報告と比較して「中国の山間部の住民も同様にこの地球の飛行船が農場を浮遊しているのを説明するかもしれない」と述べた。2001年、ローレン・コールマンは、この報告を「機械」と「動物」の境界があまり意味をなさない奇妙な空中構造物の報告の一例と呼んだ。
1880年7月29日、ルイビル (ケンタッキー州) で二人の目撃者が「手で操作する機械に囲まれた人間」のような、背中から翼が突き出ている飛行物体を見た。翌月にはニュージャージー州で同様の目撃が『ニューヨーク・タイムズ』に記され、ニューヨークのコニーアイランド上空に現れた怪物の目撃者は「コウモリの翼とカエルの足を持つ人間で、上空300mをカエルが泳ぐように飛んでいた」と報告している。
1880年3月25日, ニューメキシコ州ガリステオ・ジャンクション(現在のラミー)で魚の形をした巨大な気球が低空を飛行し、高空へ飛び去るのが目撃された。

## 1896年 - 1897年の「飛行船」の目撃「ウェーブ」
謎の飛行船の報道は1896年11月のカリフォルニア州北部に始まった 。12月以後にカリフォルニアから東方へ移動したの見解が述べられることもあるが、1897年1g月から3月まで目撃が途絶え、以後突如増加しているという見解もある。それを見なかった人は仲間が狂っている証拠と見做したが、見た人はそれを飛行船と呼び、強烈なサーチライトを持っていて、人間らしき乗員が乗っていて風に逆らって飛ぶことが可能で、離着陸を見たと証言した。飛行船から降りてきた人間と会話した報告がある一方で、乗組員は奇妙な人間で会話が理解できなかったとされることもある。操縦しているのは地球人、主にアメリカの発明家だと思われていたが、火星から来たという仮説も立てられた。
1896年11月から1897年にかけてアメリカ全土およびカナダで、 その後スウェーデン、 ノルウェー、ロシアで目撃された。

### 1896年カリフォルニア
幽霊飛行船最初の目撃は、1896年11月17日の夜、カリフォルニア州サクラメントで起きた。 この時、空は雲に覆われており、目撃されたのは謎の光点であった。さらに、11月21日の夜にも、同様に光点のみが確認されている。
このような光点の目撃が相次ぐ中、サンフランシスコのコリンズ弁護士のもとを訪れたロウリーと名乗る男は何か月か前に訪れた男が、世界初の実用的な飛行船を創りたいと述べたと話した. ロウリーの発言が報じられて以後、光点に加えて様々な形状の飛行船の目撃報告が寄せられるようになった。

### 1897年のウェーブ
1896年に米国カリフォルニアで始まった飛行船の報道は12月になると収まったが、1897年3月になって再び飛行船が米国中西部と西部一帯にかけて、数千名の目撃者の前に現れた。 この現象は1897年5月に過ぎ去った。
- 1897年3月25日以前は主としてカンザス州北部とネブラスカ州の牧場で目撃されていた[17]
- アーカンソー州のフートンは着陸中の飛行船を目撃している[3]。ジェイムズ・フートンは鉄道の車掌で、修理中の飛行船を目撃し、乗組員と会話したと証言している[18]。
- 4月1日の夜には、カンザス・ミズーリ両州で目撃された他[17]、遠く離れたミシガン州中西部高地のゲールズバーグ村の上空でも目撃され、飛行船が複数存在している証拠とされている[21]。
- 4月13日にイリノイ州ジラード付近で短時間着陸したが、目撃者が到着する前に飛び去った[16]。
- オーロラUFO墜落事件は、1897年4月19日の『ダラス・モーニングニュース』で報じられた。この事件は数日前に、オーロラ (テキサス州)の判事プロクター所有の風車に飛行船が激突し墜落したものだった[22]。乗員は死亡し、遺体は損傷していたが、パイロットは「この世の住人ではない」と報じられた[23]。 残骸には「未知の象形文字」と呼ばれる奇妙な記号が見られ、アルミニウムと銀の合金に似ていて、数トンの重さがあったという[22]。パイロットは町の墓地に葬儀が行われたが、当時は特に注目を集めなかった。この話は1960年代にUFO愛好家によって再発見され、短期間の調査活動が行われたが[24]、事件そのものも『ダラス・モーニング・ニューズ』がでっち上げたものとされていた[25]。1973年、UFOネットワーク（MUFON）の調査員ビル・ケースが埋葬に使われた墓標を発見し、そこには飛行船を表す傷があったという。その場からは金属反応があったというが、何時の間にか墓標とその下の金属反応が消失していることを報告した[26]。
- 謎の飛行船の目撃が相次いだ1897年、カンザスの牧場主アレクサンダー・ハミルトンの牝牛を謎の飛行船がロープで吊り上げたという報道は、キャトルミューティレーションの最初の事件とされるが、本件はマスコミの捏造と判明している[27]。

### その後の目撃情報
謎の宇宙船は1909年と1913年にはイギリス各地でも集中的に目撃された。1909年にはウェールズとニュージーランド、1913年には『エコノミスト』紙にて、外国の軍事勢力と『デイリー・メール』が報じたことに触れ、それはドイツであろうと推測している。1909年春にはツェッペリンがヨーロッパで長距離飛行に成功し、夏には空中旅行の一大交通会社を設立している。1914年にはアフリカで見られ、
1916年、チジュアナ河口とサンペドロ間でアヘンを密輸している幽霊飛行船が噂された。

## 説明

### いたずらまたは誤認
1897年3月29日の夜、ネブラスカ州オマハで目撃された例は金星だったと説明されたが、目撃者は「金星がすばやく動きまわったり、地平線を横切って急速に飛んだり、地上に向かって急降下したり、大きく飛び去って南の空に消えたりするものか」と反論した。1897年4月の報告は、ノースウェスタン大学のジョージ・ホウ教授を笑わせた。彼は「オリオンのアルファ星が一千万年天空の一定の軌道を進行してきている。それで過去3週間それが停止して不思議な空中の物体のヘッドライトとして認められた理由が私にはわからない」と述べた。ただし、ホウ教授は飛行船と呼ばれた物体を自身で見たわけではなく、もっとよい仕事があると考えていた。

### 本物の飛行船
1884年8月9日、シャルル・ルナールとアルチュール・コンスタンタン・クレブスというフランス陸軍の2人の役人が、完全に制御できる動力源を持つ飛行船＜ラ・フランス＞で世界初の周回飛行に成功した。1897年には、ベルリンでフリードリッヒ・ヴェルファートが内燃機関を動力源とする初の小型飛行船の公開飛行を行い、同年オーストリアのダーフィット・シュヴァルツ がアルミニウムを気嚢の骨組みとしてベルリン・テンペルホーフ空港で試験飛行を行っている。

### 地球外由来の主張
カンザス州コロニーの『フリー・プレス』紙のある主筆は1896年と1897年の飛行船が火星から来るという説をたてた。